# Scapicoelis tibialis
Scapicoelis tibialis är en skalbaggsart som beskrevs av Sylvain Auguste de Marseul 1862. Scapicoelis tibialis ingår i släktet Scapicoelis och familjen stumpbaggar. Inga underarter finns listade i Catalogue of Life.